# Jaime Lozano
Jaime Arturo Lozano Espín (Città del Messico, 29 settembre 1979) è un allenatore di calcio ed ex calciatore messicano, di ruolo centrocampista, tecnico del Pachuca.
È stato soprannominato El Actor in quanto proviene da una famiglia di attori.

## Carriera

### Calciatore
Debuttò con l'UNAM Pumas nel 1998, dove rimase fino al 2001, quando si trasferì all'Atlético Celaya, per poter giocare nella massima divisione messicana, ma fu spesso relegato in panchina. Nel 2002 tornò ai Pumas dove vinse per due volte il Campionato Messicano. Lozano ebbe però problemi con il rinnovo del contratto e andò, quindi, all'UANL Tigres. Nel 2007 passò poi al Cruz Azul, dove gioca tuttora.
Lozano venne anche chiamato più volte nella Nazionale Messicana, segnando importanti gol nei preliminari all'edizione 2006 dei Mondiali. Purtroppo un infortunio gli fece saltare le partite del torneo. Fu messo nella lista dei 26, ma le scarse condizioni fisiche non lo fecero convocare dal CT Ricardo Lavolpe. Lozano venne poi selezionato da Hugo Sánchez per giocare la Copa America 2007. La prima apparizione nel torneo la fece nell'incontro contro il Brasile, match vinto per 2 a 0 dai messicani.

### Allenatore
Il 22 giugno 2023 viene scelto come nuovo allenatore della nazionale messicana. Con la nazionale Tricolor conquista la vittoria nella CONCACAF Gold Cup 2023 e raggiunge la finale della CONCACAF Nations League 2023-2024, persa contro gli Stati Uniti. Il 17 luglio 2024, dopo l'eliminazione nella fase a gironi della Copa América 2024, viene annunciata la separazione con la nazionale centroamericana.

## Statistiche

### Club
Statistiche aggiornate al 23 maggio 2025. In grassetto le competizioni vinte.
| Stagione         | Squadra          | Campionato       | Campionato | Campionato | Campionato | Campionato | Coppe nazionali | Coppe nazionali | Coppe nazionali | Coppe nazionali | Coppe nazionali | Coppe continentali | Coppe continentali | Coppe continentali | Coppe continentali | Coppe continentali | Altre coppe | Altre coppe | Altre coppe | Altre coppe | Altre coppe | Totale | Totale | Totale | Totale | % Vittorie | Piazzamento |
| Stagione         | Squadra          | Comp             | G          | V          | N          | P          | Comp            | G               | V               | N               | P               | Comp               | G                  | V                  | N                  | P                  | Comp        | G           | V           | N           | P           | G      | V      | N      | P      | %          | Piazzamento |
| ---------------- | ---------------- | ---------------- | ---------- | ---------- | ---------- | ---------- | --------------- | --------------- | --------------- | --------------- | --------------- | ------------------ | ------------------ | ------------------ | ------------------ | ------------------ | ----------- | ----------- | ----------- | ----------- | ----------- | ------ | ------ | ------ | ------ | ---------- | ----------- |
| feb.-mag. 2017   | Querétaro        | PD               | 13         | 5          | 2          | 6          | cMX             | 4               | 2               | 1               | 1               | -                  | -                  | -                  | -                  | -                  | -           | -           | -           | -           | -           | 17     | 7      | 3      | 7      | 41,18      | Sub, 15°    |
| lug.-ott. 2017   | Querétaro        | PD               | 14         | 2          | 5          | 7          | cMX             | 4               | 1               | 2               | 1               | -                  | -                  | -                  | -                  | -                  | SM          | 1           | 1           | 0           | 0           | 19     | 4      | 7      | 8      | 21,05      | Eson        |
| Totale Queretaro | Totale Queretaro | Totale Queretaro | 27         | 7          | 7          | 13         |                 | 8               | 3               | 3               | 2               |                    | -                  | -                  | -                  | -                  |             | 1           | 1           | 0           | 0           | 36     | 11     | 10     | 15     | 30,56      |             |
| feb.-apr. 2022   | Necaxa           | PD               | 13+1       | 6          | 2+1        | 5          | -               | -               | -               | -               | -               | -                  | -                  | -                  | -                  | -                  | -           | -           | -           | -           | -           | 14     | 6      | 3      | 5      | 42,86      | Sub, 9°     |
| lug.-ott. 2022   | Necaxa           | PD               | 17+1       | 5          | 4          | 8+1        | -               | -               | -               | -               | -               | -                  | -                  | -                  | -                  | -                  | -           | -           | -           | -           | -           | 18     | 5      | 4      | 9      | 27,78      | 12°         |
| Totale Necaxa    | Totale Necaxa    | Totale Necaxa    | 32         | 11         | 7          | 14         |                 | -               | -               | -               | -               |                    | -                  | -                  | -                  | -                  |             | -           | -           | -           | -           | 32     | 11     | 7      | 14     | 34,38      |             |
| lug.-dic. 2025   | Pachuca          | PD               | 0          | 0          | 0          | 0          | -               | -               | -               | -               | -               | -                  | -                  | -                  | -                  | -                  | LC+CmC      | 0+3         | 0+0         | 0+0         | 0+3         | 3      | 0      | 0      | 3      | &0,00      | Sub         |
| Totale carriera  | Totale carriera  | Totale carriera  | 59         | 18         | 14         | 27         |                 | 8               | 3               | 3               | 2               |                    | -                  | -                  | -                  | -                  |             | 4           | 1           | 0           | 3           | 71     | 22     | 17     | 32     | 30,99      |             |

#### Nazionale messicana
| Squadra | Naz                | dal            | al             | Record | Record | Record | Record     | Record | Record | Record | Record |
| G       | V                  | N              | P              | GF     | GS     | DR     | % Vittorie |        |        |        |        |
| ------- | ------------------ | -------------- | -------------- | ------ | ------ | ------ | ---------- | ------ | ------ | ------ | ------ |
| Messico | Messico (bandiera) | 22 giugno 2023 | 17 luglio 2024 | 21     | 10     | 4      | 7          | 35     | 26     | +9     | 47,62  |

#### Nazionale messicana nel dettaglio
| giu.-lug. 2023   | Messico        | CONCACAF Gold Cup 2023            | Vincitore                                       | 6  | 5  | 0 | 1 | 83,33 | 13 | 2  | +11 |
| 2023             | Messico        | CONCACAF Nations League 2023-2024 | Sub., 2°                                        | 2  | 1  | 0 | 1 | 50,00 | 2  | 2  | +0  |
| mar. 2024        | Messico        | CONCACAF Nations League 2023-2024 | Sub., 2°                                        | 2  | 1  | 0 | 1 | 50,00 | 3  | 2  | +1  |
| giu.-lug. 2024   | Messico        | Copa América 2024                 | Eliminato nella fase a gironi (3º nel Gruppo B) | 3  | 1  | 1 | 1 | 33,33 | 1  | 1  | +0  |
| Dal 2023 al 2024 | Messico        | Amichevoli                        |                                                 | 8  | 2  | 3 | 3 | 25,00 | 14 | 17 | -3  |
| Totale Messico   | Totale Messico | Totale Messico                    | Totale Messico                                  | 21 | 10 | 4 | 7 | 47,62 | 35 | 26 | +9  |

#### Panchine da commissario tecnico della nazionale messicana
| Cronologia completa delle presenze e delle reti in nazionale ― Messico | Cronologia completa delle presenze e delle reti in nazionale ― Messico | Cronologia completa delle presenze e delle reti in nazionale ― Messico | Cronologia completa delle presenze e delle reti in nazionale ― Messico | Cronologia completa delle presenze e delle reti in nazionale ― Messico | Cronologia completa delle presenze e delle reti in nazionale ― Messico | Cronologia completa delle presenze e delle reti in nazionale ― Messico | Cronologia completa delle presenze e delle reti in nazionale ― Messico |
| Data                                                                   | Città                                                                  | In casa                                                                | Risultato                                                              | Ospiti                                                                 | Competizione                                                           | Reti                                                                   | Note                                                                   |
| ---------------------------------------------------------------------- | ---------------------------------------------------------------------- | ---------------------------------------------------------------------- | ---------------------------------------------------------------------- | ---------------------------------------------------------------------- | ---------------------------------------------------------------------- | ---------------------------------------------------------------------- | ---------------------------------------------------------------------- |
| 26-6-2023                                                              | Houston                                                                | Messico                                                                | 4 – 0                                                                  | Honduras                                                               | Gold Cup 2023 - 1º turno                                               | 2 Luis Romo Orbelin Pineda Luis Chávez                                 | Cap: G.Ochoa                                                           |
| 30-6-2023                                                              | Glendale                                                               | Haiti                                                                  | 1 – 3                                                                  | Messico                                                                | Gold Cup 2023 - 1º turno                                               | Henry Martín autorete Santiago Gimenez                                 | Cap: G.Ochoa                                                           |
| 3-7-2023                                                               | Santa Clara                                                            | Messico                                                                | 0 – 1                                                                  | Qatar                                                                  | Gold Cup 2023 - 1º turno                                               | -                                                                      | Cap: G.Ochoa                                                           |
| 9-7-2023                                                               | Arlington                                                              | Messico                                                                | 2 – 0                                                                  | Costa Rica                                                             | Gold Cup 2023 - Quarti di finale                                       | Orbelin Pineda (rig.) Erick Sánchez                                    | Cap: G.Ochoa                                                           |
| 13-7-2023                                                              | Paradise                                                               | Giamaica                                                               | 0 – 3                                                                  | Messico                                                                | Gold Cup 2023 - Semifinale                                             | Henry Martín Luis Chávez Roberto Alvarado                              | Cap: G.Ochoa                                                           |
| 17-7-2023                                                              | Los Angeles                                                            | Messico                                                                | 1 – 0                                                                  | Panama                                                                 | Gold Cup 2023 - Finale                                                 | Santiago Gimenez                                                       | Cap: G.Ochoa 12º titolo nord-centro americano                          |
| 10-9-2023                                                              | Arlington                                                              | Messico                                                                | 2 – 2                                                                  | Australia                                                              | Amichevole                                                             | Raúl Jiménez (rig.) César Huerta                                       | Cap: G.Ochoa                                                           |
| 13-9-2023                                                              | Atlanta                                                                | Uzbekistan                                                             | 3 – 3                                                                  | Messico                                                                | Amichevole                                                             | 2 Raúl Jiménez Uriel Antuna                                            | Cap: G.Ochoa                                                           |
| 15-10-2023                                                             | Charlotte                                                              | Messico                                                                | 2 – 0                                                                  | Ghana                                                                  | Amichevole                                                             | Hirving Lozano Uriel Antuna                                            | Cap: G.Ochoa                                                           |
| 18-10-2023                                                             | Filadelfia                                                             | Messico                                                                | 2 – 2                                                                  | Germania                                                               | Amichevole                                                             | Uriel Antuna Erick Sánchez                                             | Cap: G.Ochoa                                                           |
| 18-11-2023                                                             | Tegucigalpa                                                            | Honduras                                                               | 2 – 0                                                                  | Messico                                                                | CONCACAF Nations League 2023-2024 - Quarti di finale                   | -                                                                      | Cap: G.Ochoa                                                           |
| 22-11-2032                                                             | Città del Messico                                                      | Messico                                                                | 2 – 0 dts (4 - 2 dtr)                                                  | Honduras                                                               | CONCACAF Nations League 2023-2024 - Quarti di finale                   | Luis Chávez Edson Alvarez                                              | Cap: E.Alvarez                                                         |
| 17-12-2023                                                             | Los Angeles                                                            | Messico                                                                | 2 – 3                                                                  | Colombia                                                               | Amichevole                                                             | Omar Govea Guillermo Martínez Ayala                                    | Cap: A.Rodriguez                                                       |
| 22-3-2024                                                              | Arlington                                                              | Panama                                                                 | 0 – 3                                                                  | Messico                                                                | CONCACAF Nations League 2023-2024 - Semifinale                         | Edson Alvarez Julián Quiñones Orbelin Pineda                           | Cap: G.Ochoa                                                           |
| 25-3-2024                                                              | Arlington                                                              | Stati Uniti                                                            | 2 – 0                                                                  | Messico                                                                | CONCACAF Nations League 2023-2024 - Finale                             | -                                                                      | Cap: G.Ochoa                                                           |
| 1-6-2024                                                               | Chicago                                                                | Messico                                                                | 1 – 0                                                                  | Bolivia                                                                | Amichevole                                                             | Efraín Álvarez                                                         | Cap: J.Gonzalez                                                        |
| 6-6-2024                                                               | Denver                                                                 | Messico                                                                | 0 – 4                                                                  | Uruguay                                                                | Amichevole                                                             | -                                                                      | Cap: E.Alvarez                                                         |
| 9-6-2024                                                               | College Station                                                        | Messico                                                                | 2 – 3                                                                  | Brasile                                                                | Amichevole                                                             | Julián Quiñones Guillermo Martínez Ayala                               | Cap: E.Alvarez                                                         |
| 23-6-2024                                                              | Houston                                                                | Messico                                                                | 1 – 0                                                                  | Giamaica                                                               | Coppa America 2024 - 1º turno                                          | Gerardo Arteaga                                                        | Cap: E.Alvarez                                                         |
| 27-6-2024                                                              | East Rutherford                                                        | Venezuela                                                              | 1 – 0                                                                  | Messico                                                                | Coppa America 2024 - 1º turno                                          | -                                                                      | Cap: C.Montes                                                          |
| 1-7-2024                                                               | Glendale                                                               | Messico                                                                | 0 – 0                                                                  | Ecuador                                                                | Coppa America 2024 - 1º turno                                          | -                                                                      | Cap: C.Montes                                                          |
| Totale                                                                 |                                                                        | Presenze                                                               | 21                                                                     |                                                                        | Reti                                                                   | 35                                                                     |                                                                        |

#### Nazionale Olimpica
| Squadra          | Naz                | da             | a             | Record | Record | Record | Record     | Record | Record | Record | Record |
| G                | V                  | N              | P             | GF     | GS     | DR     | Vittorie % |        |        |        |        |
| ---------------- | ------------------ | -------------- | ------------- | ------ | ------ | ------ | ---------- | ------ | ------ | ------ | ------ |
| Messico Olimpica | Francia (bandiera) | 1° luglio 2021 | 7 agosto 2021 | 6      | 4      | 1      | 1          | 17     | 7      | +10    | 66,67  |

| Cronologia completa delle presenze e delle reti in nazionale ― Messico olimpica | Cronologia completa delle presenze e delle reti in nazionale ― Messico olimpica | Cronologia completa delle presenze e delle reti in nazionale ― Messico olimpica | Cronologia completa delle presenze e delle reti in nazionale ― Messico olimpica | Cronologia completa delle presenze e delle reti in nazionale ― Messico olimpica | Cronologia completa delle presenze e delle reti in nazionale ― Messico olimpica | Cronologia completa delle presenze e delle reti in nazionale ― Messico olimpica | Cronologia completa delle presenze e delle reti in nazionale ― Messico olimpica |
| Data                                                                            | Città                                                                           | In casa                                                                         | Risultato                                                                       | Ospiti                                                                          | Competizione                                                                    | Reti                                                                            | Note                                                                            |
| ------------------------------------------------------------------------------- | ------------------------------------------------------------------------------- | ------------------------------------------------------------------------------- | ------------------------------------------------------------------------------- | ------------------------------------------------------------------------------- | ------------------------------------------------------------------------------- | ------------------------------------------------------------------------------- | ------------------------------------------------------------------------------- |
| 22-7-2021                                                                       | Tokyo                                                                           | Messico olimpica                                                                | 4 – 1                                                                           | Francia olimpica                                                                | Olimpiadi 2020 - 1°turno                                                        | Alexis Vega Sebastián Córdova Uriel Antuna Eduardo Aguirre                      | Cap: G.Ochoa                                                                    |
| 25-7-2021                                                                       | Saitama                                                                         | Giappone olimpica                                                               | 2 – 1                                                                           | Messico olimpica                                                                | Olimpiadi 2020 - 1°turno                                                        | Roberto Alvarado                                                                | Cap: G.Ochoa                                                                    |
| 28-7-2021                                                                       | Sapporo                                                                         | Sudafrica olimpica                                                              | 0 – 3                                                                           | Messico olimpica                                                                | Olimpiadi 2020 - 1°turno                                                        | Alexis Vega Luis Romo Henry Martín                                              | Cap: G.Ochoa                                                                    |
| 31-7-2021                                                                       | Yokohama                                                                        | Corea del Sud olimpica                                                          | 3 – 6                                                                           | Messico olimpica                                                                | Olimpiadi 2020 - Quarti di finale                                               | 2 Henry Martín Luis Romo 2 Sebastián Córdova Eduardo Aguirre                    | Cap: G.Ochoa                                                                    |
| 3-8-2021                                                                        | Kashima                                                                         | Messico olimpica                                                                | 0 – 0 dts (1 - 4 dcr)                                                           | Brasile olimpica                                                                | Olimpiadi 2020 - Semifinale                                                     | -                                                                               | Cap: G.Ochoa                                                                    |
| 6-8-2021                                                                        | Saitama                                                                         | Messico olimpica                                                                | 3 – 1                                                                           | Giappone olimpica                                                               | Olimpiadi 2020 - Finale 3°-4° posto                                             | Sebastián Córdova (rig.) Johan Vásquez Alexis Vega                              | Cap: G.Ochoa                                                                    |
| Totale                                                                          |                                                                                 | Presenze                                                                        | 6                                                                               |                                                                                 | Reti                                                                            | 18                                                                              |                                                                                 |

## Palmarès

### Giocatore

#### Club

##### Competizioni nazionali
- Campionato messicano: 2

UNAM Pumas: Apertura 2004, Clausura 2004
- Campeón de Campeones: 1

UNAM Pumas: 2004

##### Competizioni internazionali
- SuperLiga nordamericana: 1

Morelia: 2010

### Allenatore

#### Club
- Supercopa MX: 1

Queretaro: 2017

#### Nazionale
- Bronzo olimpico: 1

Tokyo 2020
- Gold Cup: 1

2023